# Philipp-Reis-Haus
Koordinaten: 50° 15′ 25,3″ N, 8° 38′ 31,69″ O

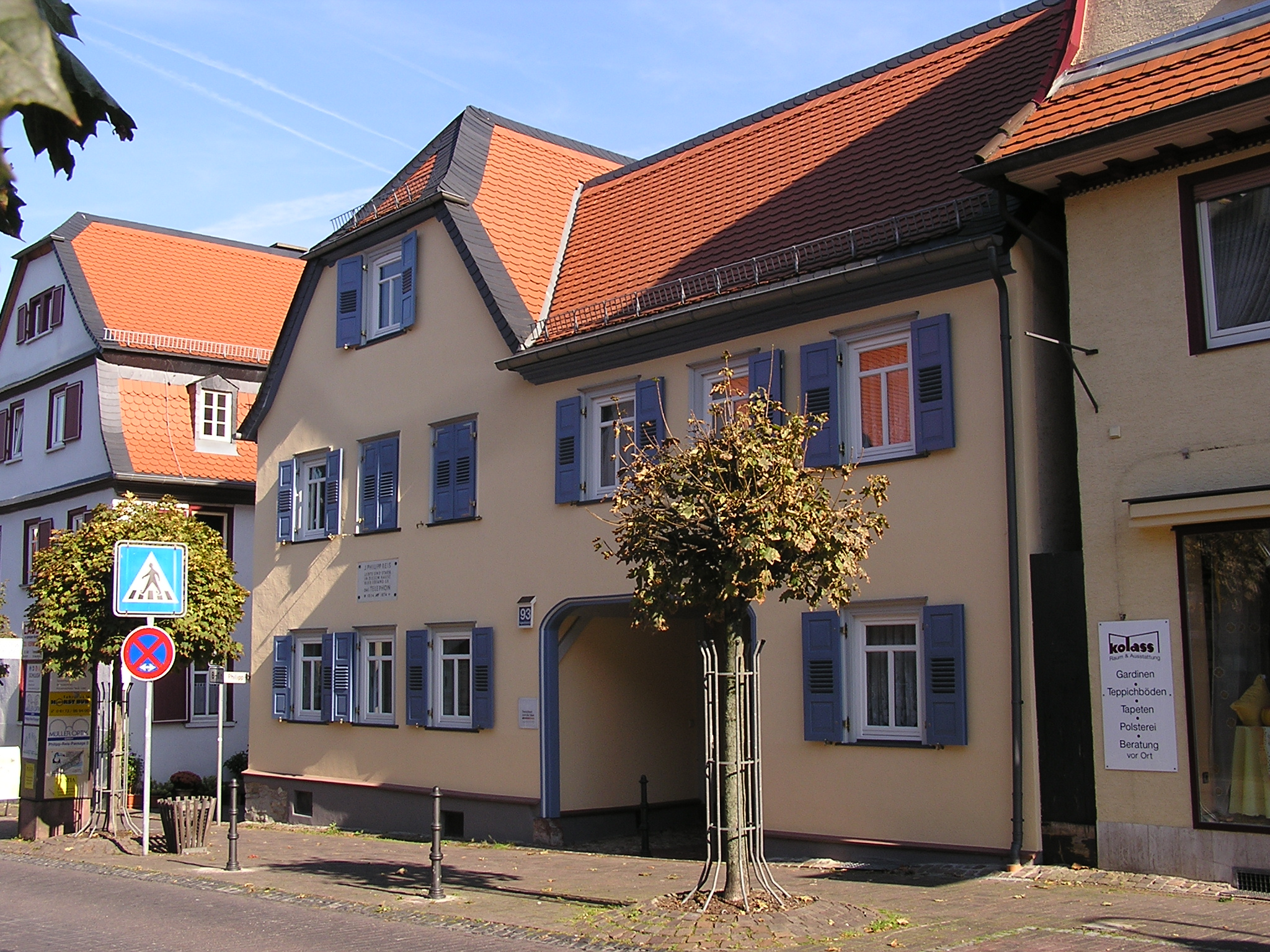
Das Philipp-Reis-Haus. Hier erfand er 1860/61 das Telefon

Das Philipp-Reis-Haus ist ein städtisches Museum in Friedrichsdorf im Taunus. Es ist untergebracht im ehemaligen Wohnhaus des Erfinders des Telefons Philipp Reis.

## Museum

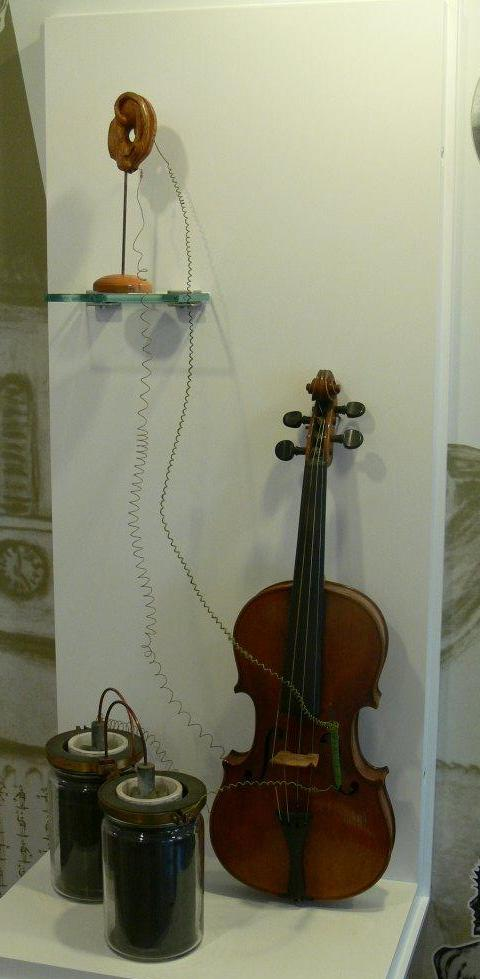
Früheste Versuchsanordnung zum Telefon von Ph. Reis

Gezeigt wird eine Ausstellung zu Leben und Wirken des Erfinders Philipp Reis sowie die Entwicklung des Fernsprechers von seinen Anfängen bis heute. Neben den biographischen Räumen mit Originalmöbeln wird im Raum „Telekommunikation“ die Erfindung und Weiterentwicklung des Telefons präsentiert. Fernsprechapparate erzählen hier als Hörstation ihre Geschichte; die historischen Apparate dürfen angefasst werden.
Das Haus, 1790 erstmals urkundlich erwähnt, kaufte Philipp Reis 1858. Bis zu seinem Tod lebte er dort mit seiner Frau Margarethe und den beiden Kindern. Die Scheune hinter dem Haus baute er zur Werkstatt aus und erfand hier um 1860 das Telefon. Nach Reis’ Tod wohnte zunächst noch seine Familie im Haus, seine Schwiegertochter veräußerte es schließlich. Fortan wechselten die Besitzer, das Haus sollte schließlich abgerissen werden. Auf Initiative von Professor Karl Willy Wagner, auch er befasste sich mit der Fernmeldetechnik, wurde 1952 das Gebäude unter Denkmalschutz gestellt und eine Philipp-Reis-Gedächtnisstätte eingerichtet. Ab 2004 erfolgte ein erneuerter Ausbau, der das Philipp-Reis-Haus um einige Abteilungen erweiterte.
Das Museum bietet unter anderem Kostümführungen an („Frau Reis erzählt“). Eine Erfinderwerkstatt führt Kinder spielerisch an physikalische Phänomene der Elektrizität, Akustik und Optik heran. Zu verschiedenen Themen gibt es Vorträge und musikalische Abende. Alle zwei Jahre wird im Mai am internationalen Museumstag der „Tag des Telefons“ begangen, bei dem das Museum mit vielseitigen Aktivitäten „auf die Straße“ geht.
Das obere Stockwerk zeigt die (Wirtschafts-)Geschichte des von Hugenotten gegründeten Ortes. Benannt wurde die Stadt nach ihrem Gründer Friedrich II. von Hessen-Homburg, dessen Ölportrait ausgestellt ist. Einige Stücke weisen auf die hugenottische Tradition hin (Hugenottenkreuz, französisches Gesangbuch, Brautkrone).
Die Friedrichsdorfer beherrschten einst die Kunst des Schönfärbens. Leuchtende Stoffe wurden zum begehrten Handelsgut, so dass allein entlang der Hugenottenstraße 45 Färbhäuschen standen. Das Verfahren der Färberei wird allgemein verständlich in der Ausstellung erklärt. Das Modell eines Färberhäuschens zeigt die Produktion der farbenreichen Stoffe aus dem Taunus. Nach dem Ende der Textilproduktion nahm der Zwieback eine herausragende Stellung im örtlichen Wirtschaftsleben ein. Friedrichsdorf als „Stadt des Zwiebacks“ bekannt belieferte den russischen Zaren ebenso wie den Kaiser in Wien.

## Museumsgarten

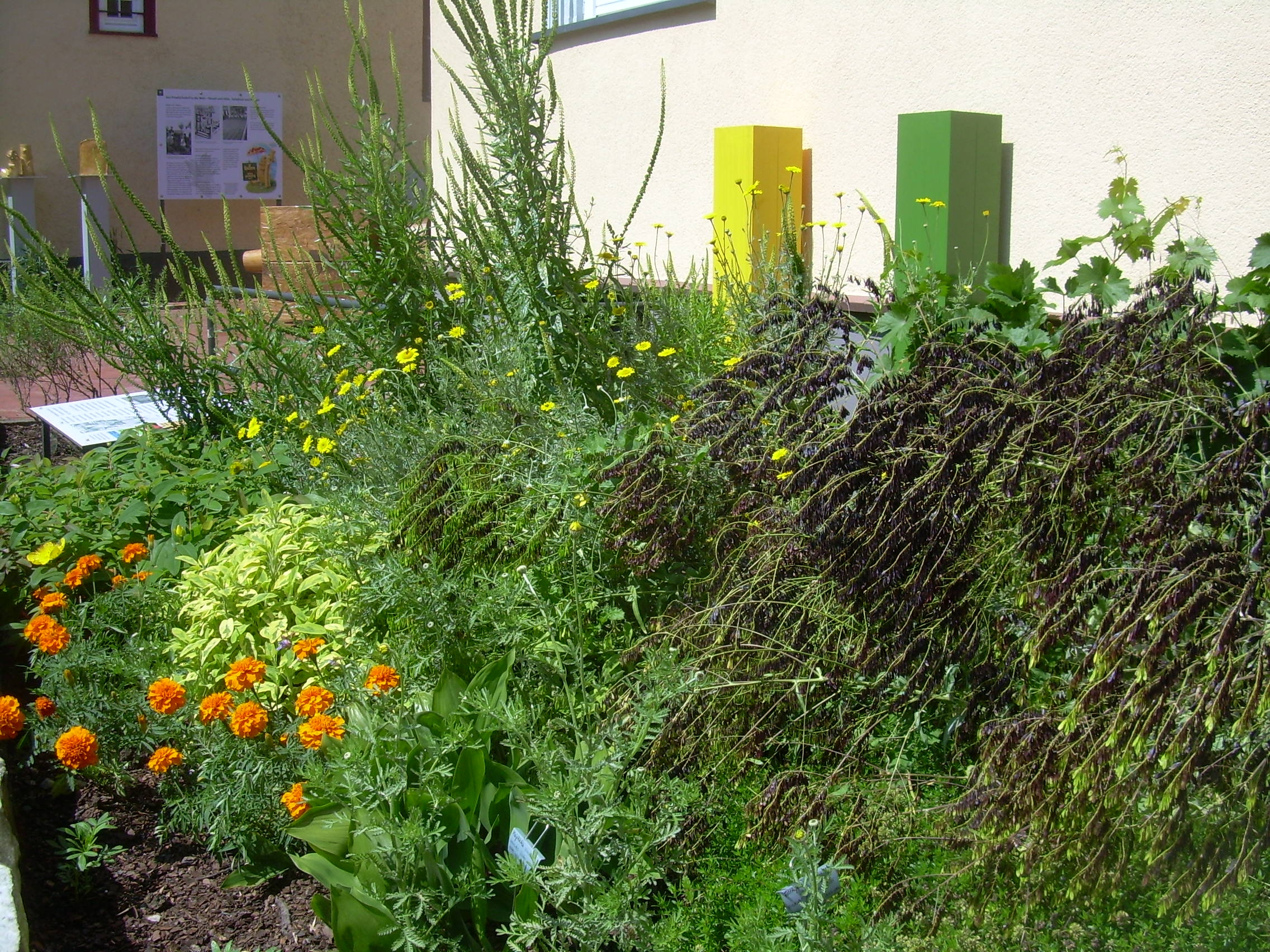
Färbergarten des Philipp-Reis-Hauses

Im Museumsgarten, einer Erweiterung des Philipp-Reis-Hauses wachsen Pflanzen mit stadtgeschichtlichem Bezug, erklärt und ergänzt durch Texttafeln und Skulpturen. In einem Bereich werden Färberpflanzen wie Waid und Reseda angebaut. 2009 fertigte der in Oberursel lebende Bildhauer Eberhard Müller-Fries für den Garten eine Skulptur an, die sich in ihrer Formgebung am Reis-Apparat von 1863 orientiert.

## Veröffentlichungen
Das Museum gibt seit 2000 das Jahrbuch „Friedrichsdorfer Schriften. Materialien zu Geschichte, Kunst und Kultur der Stadt Friedrichsdorf“ heraus.